# Les Schtroumpfs et le Cracoucass
Les Schtroumpfs et le Cracoucass (No Brasil: Os Strunfs e o Crau-Crau, em Portugal: Os Estrumpfes e o Cracucasse) é o quinto álbum da série de histórias em quadrinhos franco-belga Les Schtroumpfs pelo artista belga Peyo, lançada em 1969.
Além do titular, ele contém outra história Un Schtroumpf pas comme les autres.

## Parcelas
Les Schtroumpfs et le Cracoucass
La Grand Schtroumpf tenta criar um novo fertilizante, mas transforma uma flor comum em uma planta de schtroumpfívoro. Depois de destruir a planta, dois Schtroumpfs tentam se livrar do fertilizante, jogando-o em um local solitário. No entanto, um pássaro o engole e se torna um monstro enorme e destrutivo chamado "Howlibird". O Howlibird destrói a vila dos Schtroumpfs e os Schtroumpfs escapam para uma torre antiga. Lá, Schtroumpf Bricoleur sugere consertar uma velha besta para atirar pedras no Howlibird. La Grand Schtroumpf vai ao seu laboratório na vila para pegar um explosivo que, quando lançado pela besta, sopra as penas do Howlibird. Então, La Grand Schtroumpf derrota o Howlibird com técnicas de touradas e usa uma fórmula roubada de Gargamel laboratório para fazer o Howlibird encolher. Algum tempo depois, enquanto Les Schtroumpfs estão reparando a vila, o Howlibird reaparece com penas novas, mas com seu tamanho atual ele não é mais uma ameaça.
Un Schtroumpf pas comme les autres
Enquanto todos Les Schtroumpfs vivem felizes na vila, um Schtroumpf diferente dos outros só quer buscar novos horizontes, então ele diz isso ao La Grand Schtroumpf. Apesar dos esforços de muitos Schtroumpfs (como Greedy Schtroumpf e Jokey Schtroumpf), ele ainda sai, mas La Grand Schtroumpf dá a ele um apito mágico que o levará de volta à vila se ele estiver em perigo. Durante suas viagens, o Schtroumpf é encontrado e capturado por Gargamel, que, sem saber o que o apito faz, usa e chega à vila de Schtroumpfs. Lá, Gargamel tenta capturar os Schtroumpfs, mas Le Grand Schtroumpf lhe dá um soro que o torna bom e agradável por um tempo. Então, Gargamel e os Schtroumpfs vão para a casa de Gargamel para salvar o Schtroumpf prisioneiro e chegam bem a tempo de salvá-lo de Azrael. No entanto, o soro que tornou Gargamel bom desaparece e Gargamel captura todos os Schtroumpfs. Felizmente, um Schtroumpf tomou o apito mágico, então os Schtroumpfs se penduram um no outro enquanto La Grand Schtroumpf usa o apito, e todos os Schtroumpfs retornam à vila. O Schtroumpf não gosta dos outros decide que nada é melhor do que ficar na segurança da vila.

## Publicação e outras mídias
Schtroumpfette aparece na versão em desenho animado, produzida pela Hanna-Barbera das histórias, mas não nas versões de quadrinhos originais.
- Na versão animada de "The Schtroumpfs and the Howlibird", Gargamel não aparece e, em vez de usar uma fórmula em seu laboratório, Le Grand Schtroumpf cria um antídoto com os restos do fertilizante.

- Na versão animada de "The Smurf Not Like the Others", o Schtroumpf do título é identificado como Schtroumpf Rêveur, o mesmo Schtroumpf que se tornaria o Cosmoschtroumpf/Astrosmurf (o título do episódio é Dreamy's Nightmare).

- Uma piada em "The Schtroumpfs and the Howlibird" é que as roupas penduradas de um Schtroumpf foram destruídas pelo Howlibird, então ele tem que usar uma toalha e pedir a Le Grand Schtroumpf algumas calças nos momentos mais inoportunos.